# Conwy (kommun)
Conwy är en kommun (principal area) med county borough-status i norra Wales. Den ligger i ett område som tidigare tillhörde Caernarfonshire och Denbighshire. Större delen av befolkningen bor längs kusten, främst i städerna Conwy, Abergele, Llandudno och Colwyn Bay. I inlandet är Llanrwst den största orten. 
Kommunen upprättades den 1 april 1996 genom sammanslagning av distrikten Aberconwy och Colwyn. Det första namnet var Aberconwy and Colwyn, men kommunfullmäktige ändrade detta dagen efter till Conwy.
Floden Conwy rinner från Snowdonia genom Betws-y-Coed ut i Irländska sjön vid Conwy Castle.

## Administrativ indelning
Kommunen är indelad i 35 communities:

- Abergele
- Betws Yn Rhos
- Betws-y-Coed
- Bro Garmon
- Bro Machno
- Caerhun
- Capel Curig
- Cerrigydrudion
- Colwyn Bay
- Conwy
- Dolgarrog
- Dolwyddelan
- Eglwysbach
- Henryd
- Kinmel Bay and Towyn
- Llanddoged and Maenan
- Llanddulas and Rhyd-y-Foel
- Llandudno
- Llanfair Talhaiarn
- Llanfairfechan
- Llanfihangel Glyn Myfyr
- Llangernyw
- Llangwm
- Llannefydd
- Llanrwst
- Llansannan
- Llansantffraid Glan Conwy
- Llysfaen
- Mochdre
- Old Colwyn
- Penmaenmawr
- Pentrefoelas
- Rhos-on-Sea
- Trefriw
- Ysbyty Ifan